# サイコロジカルライン
サイコロジカルライン（Psychological line）とは、罫線表の一種。オシレーター系のテクニカル分析の一つ。

## 概要
過去12日間のうちで上昇した日数の比率から、
市場での、買われすぎ、売られすぎの状態を見る指標として用いられる。
Psychological(「心理的な」)という名前の通り、
投資家心理を数値化した指標である。
例えば、赤と青のボールが１つずつ入っている袋からボールのどちらを引くか予想するゲームで、10回連続して赤が出た場合、確率は常に50％となり、次のゲームでも、どちらにかけても確率は50％で同じである。
しかし、ゲームに参加している人たちの心理を考えると、次のゲームでは、「これだけ赤が連続して出たのだから、次はもうそろそろ、青が出てもいい頃かもしれない・・・」という心理が傾く可能性もある。同じようなことは、コインを高く放り投げて地面に落ちた時、そのコインは表を出るか、裏が出るか、その回数を競うゲームでも起こる。この考え方、思考方法を株式市場や為替市場に採用したのが「サイコロジカルライン」である。もし、ある企業の株価が10日連続して上昇し、「もうそろそろ下がるだろう」と思う投資家が多くなれば、株式市場や為替市場では、その反転の動きを警戒して、売りが先行したり、買いが続かなくなり株価が下落する可能性も出てくる。
つまり、サイコロジカルラインとは、この投資家たちの心理を数値化したテクニカル分析である。
また、サイコロジカルラインに出てくる、数値・指標は、価格の上昇幅や下落幅などの変動率は一切、関係なく、「計算期間（一般的には12営業日）の中で上昇した日が何日（何回）あるのか？」という割合だけで求める。一般的に、その勝率（上昇率）が25％以下になると割安、75％以上になると割高であると言われている。
- 75%以上(9勝3敗)・・・買われすぎ、割高。
- 25%以下(3勝9敗)・・・売られすぎ、割安。

サイコロジカルラインは、主に逆張りの指標として用いられる。
このサイコロジカルラインの考え方に上昇幅、下落幅を組み入れた手法がRSIである。
サイコロジカルラインはマーケットの世界では、通称「サイコロ」と呼ばれており、多くの人に使われている。

## 計算式
サイコロジカルラインは以下の計算式で計算する。
　　サイコロジカルライン ＝  n日間のうち上昇した日  ÷ n   × 100（%）
　　n（パラメータ値）: 通常12日で設定する場合が多い。